# Estación Coquimbo
Coquimbo fue una estación de ferrocarril que se hallaba dentro de la comuna de Coquimbo, en la región homónima de Chile. Fue parte del Longitudinal Norte y actualmente se encuentra inactiva, aun cuando las vías siguen siendo utilizadas para el transporte de carga por parte de Ferronor y la Compañía Minera del Pacífico.

## Historia

### Primera ubicación (1862-1951)

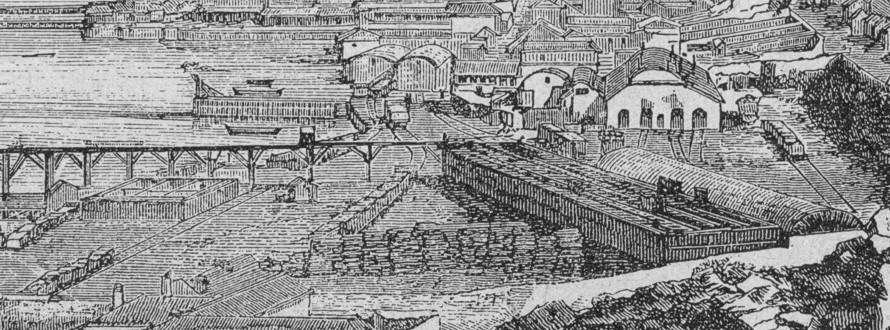
Antiguo puerto y estación de Coquimbo (c. 1872).

La Compañía del Ferrocarril de Coquimbo construyó desde 1861 una vía férrea que conectaba La Serena con el puerto de Coquimbo y llegaba hasta la estación Las Cardas por el sur en 1862. El 21 de abril de dicho año circuló por primera vez un tren entre Coquimbo y La Serena.
Originalmente la estación de Coquimbo estaba ubicada en el extremo norte de la ciudad, en una de las cabeceras de la calle Aldunate. Las vías que provenían desde el sur y las que venían desde el norte se cruzaban en la estación Empalme para posteriormente seguir hacia la estación Coquimbo. Junto a la estación se ubicaban dos muelles, uno de madera y otro de hierro que permitían el traslado de las mercancías desde el ferrocarril hacia las embarcaciones y viceversa. Hacia 1908 fue construido un edificio que albergara la terminal de pasajeros y algunas oficinas del recinto.
Parte de la estación sufrió daños considerables producto del terremoto de noviembre de 1922; el maremoto que lo acompañó destruyó e inundó parte de las bodegas y muelles anexos. Luego del terremoto, el 13 de junio de 1923 se ordena la reparación de la casa del ingeniero de tracción de la estación, así como la construcción de la techumbre de la casa de máquinas. El 20 de agosto de 1950 la antigua estación Coquimbo resultó totalmente destruida por un incendio que dejó daños por alrededor de 20 millones de pesos de la época. Los últimos jefes de la estación fueron Gilberto Pellegrini y Carlos Pérez Parrao.

### Segunda ubicación (1953-1975)

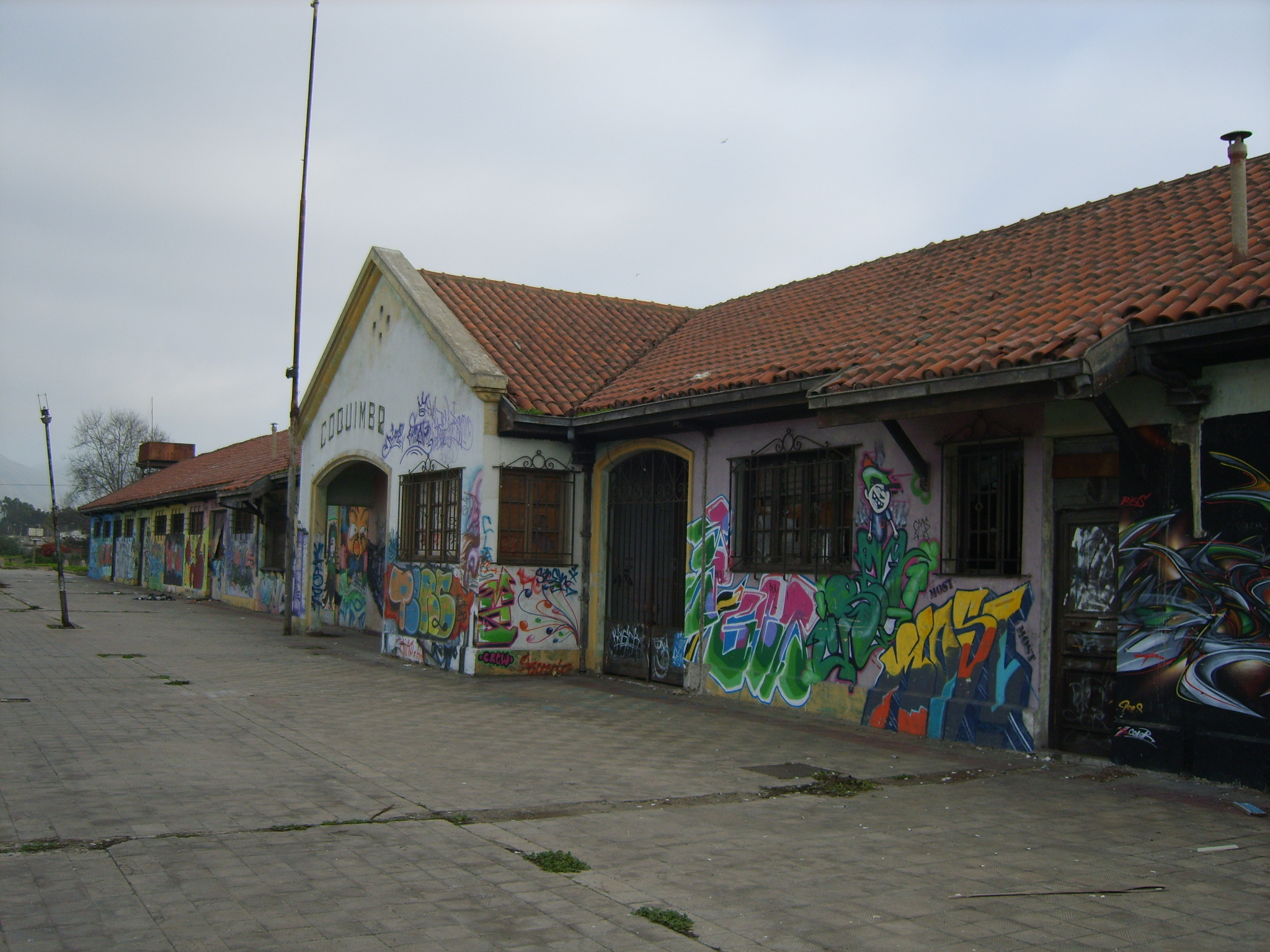
Andén de la estación en 2011.

Entre las obras del Plan Serena, a fines de los años 1940 e inicios de los años 1950, estaba contemplado el traslado de la estación de ferrocarriles hacia las afueras de la ciudad de Coquimbo, así como también el levantamiento de la vía férrea que circulaba por el centro de la ciudad y la construcción de un nuevo ramal de 3 km hasta Guayacán y que sería usado por el Ferrocarril de Romeral; el 10 de mayo de 1946 el decreto 1193 determinó los terrenos que debían expropiarse para la construcción de la nueva estación. Hacia 1952 la nueva estación, ubicada en la avenida Alessandri entre las calles Luis Balanda y Julio Bravo Labarca —en el sector actualmente denominado «Covico»—, aun se encontraba en construcción, siendo finalizadas las obras entre 1953 y 1954.
De forma paralela al cambio de ubicación de la estación Coquimbo, en septiembre de 1952 se estableció un servicio de buses operado por Ferrocarriles del Estado que conectaba la ciudad con La Serena; dicho servicio operó hasta junio de 1968.
La estación dejó de prestar servicios cuando el Longitudinal Norte suspendió el transporte de pasajeros en junio de 1975. El edificio que albergaba a la estación actualmente se encuentra abandonado. El 16 de diciembre de 2012 la estación sufrió un incendio que la destruyó parcialmente.
En la intersección de las avenidas Alessandri y Manuel Jesús Rivera, cercanas a la estación Coquimbo, fue inaugurada el 12 de febrero de 2025 la Plaza Memorial Ferroviario que realiza un homenaje a los extrabajadores de los ferrocarriles de la zona.